# سي أس جي القابضة المحدودة
سي أس جي القابضة المحدودة ، سابقًا الصين الجنوبية للزجاج القابضة المحدودة ، هي أكبر شركة لتصنيع الزجاج المعماري في الصين .  وهي تشمل تصنيع وبيع منتجات الزجاج ، مثل الزجاج المصقول والزجاج المعماري وزجاج العرض وزجاج السيارات والزجاج المطلي والمرايا وزجاج مرشح الألوان والزجاج الشمسي وزجاج الحماية. 
تأسست الشركة عام 1984. تم إدراج أسهمها بنوعيها A و B في بورصة شنجن ، مما جعلها واحدة من أولى الشركات المدرجة في الصين. يقع مقرها الرئيسي في شنجن وتقع قواعد الإنتاج في شنجن و غوانزو ودونغ غوان وتيانجين وتشنغدو وييتشانغ وسوجو وهاينان . 

## روابط خارجية
- CSG القابضة المحدودة